# Blennioidei
A Blennioidei a sugarasúszójú halak (Actinopterygii) osztályába és a sügéralakúak (Perciformes) rendjébe tartozó alrend.

## Rendszerezés
Az alrendbe az alábbi 6 család tartozik
- Nyálkáshalfélék (Blenniidae)
- Chaenopsidae
- Clinidae
- Dactyloscopidae
- Labrisomidae
- Tripterygiidae